# Priscilla Baker
Priscilla Baker là giáo sư hóa học phân tích tại Đại học Western Cape. Cô là đồng lãnh đạo của SensorLab, một nền tảng nghiên cứu về điện hóa học liên quan đến điện động lực của vật liệu và cảm biến. Cô cũng là thành viên tích cực của Viện Hàn lâm Khoa học Nam Phi, Mạng khoa học châu Âu về cơ bắp nhân tạo (ESNAM) và chương trình trao đổi nhân viên quốc tế Marie Curie (IRSES).

## Nghề nghiệp
Baker có bằng Cử nhân tại Đại học Cape Town và chuyên ngành Khoa học Đại dương và Khí quyển với tư cách là phụ nữ da đen duy nhất trong lớp. Sau đó, cô đã hoàn thành Chứng chỉ Quốc gia về Hóa học Phân tích, tại Đại học Công nghệ Cape Peninsula. Sau khi tỏ ra quan tâm đến điện hóa học, cô đã học tiếp Cử nhân (Hóa học) và hoàn thành thành công luận án thạc sĩ (Hóa học) về việc đánh giá kim loại vi lượng trong khí quyển tại Đại học Western Cape. Năm 2004, Baker nhận bằng Tiến sĩ (Hóa học) trong lĩnh vực vật liệu tổng hợp oxit thiếc kim loại mới làm cực dương cho sự thoái biến phenol, tại Đại học Stellenbosch.